# Oddere
Oddere (Lutrinae) er en underfamilie af mårfamilien. Dyrene i underfamilien lever alle en stor del af deres tid i vandet og er gode svømmere. Oddere omfatter 13 arter i 7 slægter.

## Klassifikation
- Underfamilie Oddere Lutrinae
  - Slægt Amblonyx
    - Art Asiatisk dværgodder Amblonyx cinereus

  - Slægt Dværgoddere el. fingeroddere Aonyx, 2 arter
    - Art Afrikansk fingerodder Aonyx capensis

  - Slægt Havodder Enhydra
    - Art Havodder Enhydra lutris

  - Slægt Lontra
  - Slægt Fiskeoddere Lutra
    - Art Europæisk odder Lutra lutra oftest blot kaldet Odder
    - Art Nordamerikansk odder Lutra canadensis

  - Slægt Lutrogale
  - Slægt Pteronura
    - Art Brasiliansk kæmpeodder Pteronura brasiliensis